# Hřídelec
Hřídelec je vesnice, část města Lázně Bělohrad v okrese Jičín. Nachází se v údolí horního toku Hřídeleckého potoka asi 4 km na severozápad od Lázní Bělohrad. V roce 2009 zde bylo evidováno 65 adres. V roce 2001 zde trvale žilo 93 obyvatel.
Vesnicí prochází turistická značená Cesta Karla Jaromíra Erbena.
Hřídelec je také název katastrálního území o rozloze 2,44 km2.

## Památky
- přírodní památka Hřídelecká hůra
- kostel sv. Jiří z roku 1839-40[6]